# Granalla
La granalla de acero es un abrasivo utilizado en numerosas aplicaciones como el tratamiento de superficies por granallado y el aserrado de bloques de granito.

## Presentación
Se presenta en forma de partículas redondas o angulares; su composición química cuenta con un alto porcentaje de carbono y la gama de dimensiones está comprendida entre 0,1 y 8 mm.
La granalla de escoria de cobre es un abrasivo mineral, proveniente de viejos escoriales de tiempos coloniales, por lo cual están libre de contaminantes tóxicos como cianuro, arsénicos, cadmio, ácido sulfúrico y otros altamente peligrosos para la salud humana. Por sus características fisicoquímicas la granalla es el reemplazante ideal de las actuales arenas cuarcíferas, que se utilizan en los trabajos de “arenados” o chorreados reduciendo al mínimo los riesgo de enfermedades que produce la arena a los seres vivos y al medio ambiente alrededor de la zona de trabajo, por los bajos índice de sílice que contiene. La granalla es un excelente abrasivo y supera notablemente a las tradicionales arenas en trabajos de chorreado (arenados), ya que rinde entre 35 a 40% más que estas y no genera el molesto polvo de los “arenados” creando una atmósfera de trabajo más grato y seguro.
La granalla de acero cumple con los requisitos en ciertos trabajos muy específicos y puntuales, pero también así por ser un producto ferroso es totalmente magnetizable aun así aplicado en piezas de aleaciones inoxidables (no Ferrosas) estas últimas copian las propiedades ferrosas (magnetismo y oxidación )del conjunto de esfera granalla además es muy fácil que la humedad ambiental genere una película de oxidación en las partículas de acero, la cual al ser impactada en la superficie a tratar, esta queda microscópicamente contaminada con el óxido, afectando con el paso del tiempo la superficie tratada, como también generando grandes pérdidas económicas a sus usuarios, 
ya que la oxidación genera que las pequeñas partículas se aglomeran formando grandes bolas de hierro. Los valores de la granalla mineral abrasiva son convenientes en relación con las granallas de acero, ya que estos pueden llegar a ser 10 veces inferiores a estas.

## Obtención
Se obtiene por atomización de acero líquido seguido de una serie de tratamientos térmicos y mecánicos que le confieren características técnicas que se adaptan a las necesidades de los utilizadores; generalmente los perdigones se tratan térmicamente mediante un proceso de revenido y templado para quitar la basta estructura martensítica obtenida de la atomización sobre agua.

## Usos
El principal uso para la granalla de acero al carbón es el de limpieza de piezas de fundición y de troquelado ya que la arena que se desprende del proceso de fabricaron mediante la fundición se adhiere con fuerza a la pieza producida y es difícil de desprender ya que queda compactada en la superficie de las piezas, o la irregularidad en los bordes del troquelado y el granallado con granalla de acero al carbón sugiere una forma rápida y barata en la relación costo-beneficio con respecto a la antigua forma manual con cardas y/o esmeriles para darle una mejor apariencia y ha acabado a las piezas.
También se utiliza para la preparación superficial de grandes y pequeñas superficies de acero y diferentes superficies como pueden ser concreto, asfalto, hierro, etc. de más de 10 mm de espesor en talleres de calderería; la granalla se aplica a presión sobre las piezas eliminando el óxido y otras imperfecciones del laminado, dejando el material listo para proceder a su pintado (proceso de granallado). La proyección se realiza en cabinas cerradas que permiten su reutilización. Cuando ya no es eficaz debido a su pequeño diámetro causado por el desgaste se procede a su renovación. Se utilizan trajes adecuados para evitar accidentes, pero también existen equipos automatizados para el manejo de este abrasivo donde el operador no tiene que exponerse al chorro de este abrasivo, sino más bien solo apretar unos botones.
La granalla se utiliza para cortar los bloques de granito que se extraen de las canteras. Estos bloques son introducidos en las máquinas llamadas "telares", que dotadas de unos flejes de acero van cortando el granito en tableros. El útil de corte es la granalla que suspendida en una mezcla de agua, cal y polvo de granito se introduce entre el fleje y el bloque hasta conseguir el aserrado final. Se trata de un método muy antiguo que en los últimos años ha evolucionado mucho y es hoy en día la forma más rápida y económica para realizar el corte de los bloques en chapas de granito de espesor comercial. El hidróxido cálcico, también conocido como cal apagada, forma parte de la lechada que impregna la zona de corte del bloque de granito transportando a su vez a la granalla de acero como abrasivo.

## Proceso de fabricación
La granalla se fabrica mediante la fusión de chatarra, cuidadosamente seleccionada en su calidad y sometida a un control de detección de radioactividad. La fusión se realiza en hornos eléctricos. La composición química del acero líquido se analiza por espectrometría óptica. Durante la atomización, el caldo metálico se transforma en las partículas de granalla. El tamaño de las partículas de granalla y su forma física son exhaustivamente controlados.
En procesos continuos, y en instalaciones totalmente automatizadas, la granalla es sometida a tratamientos térmicos que permiten conseguir las características mecánicas especificadas para cada aplicación. La granalla angular se obtiene por molienda de granalla redonda. 
Después de la clasificación final en los diversos tipos granulométricos, se procede al envasado. El embalaje estándar, europalet con peso neto de 1 tonelada en 40 sacos de plástico de 25 kg, está diseñado para resistir el transporte y facilitar la aplicación del producto. A requerimiento del cliente pueden emplearse otros tipos de embalajes, como "big-bags" o bidones.
- Datos: Q5884684